# 현대 이니시움

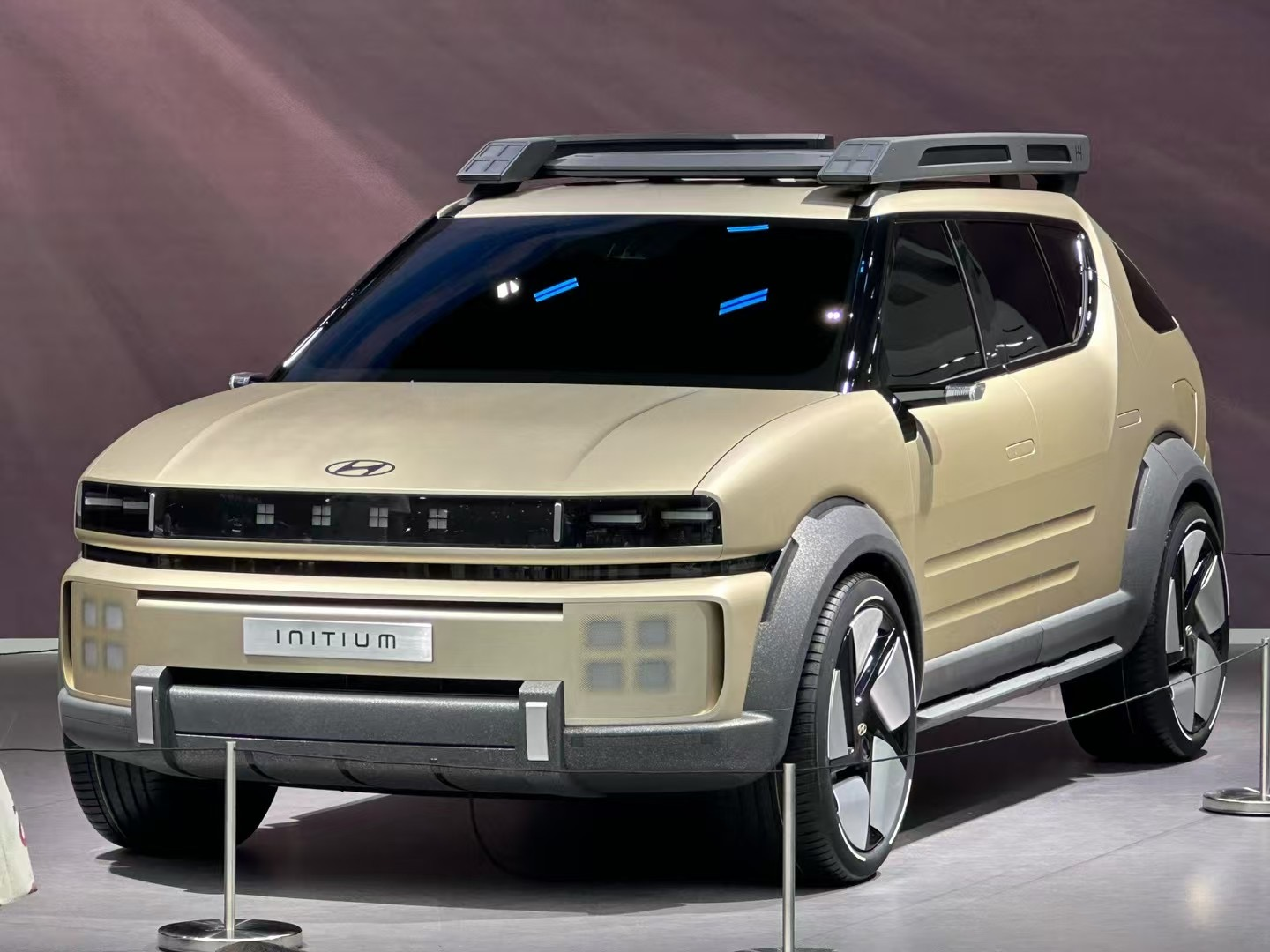
현대 이니시움

현대 이니시움(INITIUM)은 현대차가 2025년 4월 공개한 승용 수소전기차(FCEV) 넥쏘의 상품과 디자인 방향성을 담은 콘셉트 모델으로, 2024년 10월 공개되었다.

## 상세
2024년 10월 31일, 현대모터스튜디오 고양에서 열린 'Clearly Committed: 올곧은 신념' 행사에서 공개됐다. 그해 11월, 2024 LA 오토쇼에서 북미 최초로 이니시움을 공개했다. 이니시움은 라틴어로 '시작, 처음'을 뜻하며 '수소 사회를 여는 선봉장'이라는 의미를 담고 있다.
현대차의 신규 디자인 언어 '아트 오브 스틸'을 반영했으며 스틸의 자연스러운 탄성을 살리고 소재에서 오는 강인함과 아름다움을 강조하며, 수소가 가진 순수하면서도 강인한 본성을 부각했다고 설명했다. 또한, 현대차그룹의 수소 밸류체인 사업 브랜드 'HTWO'의 심벌을 형상화한 램프 디자인이 적용됐다. 사이먼 로스비 현대디자인센터장 전무는 이 차량이 수소 모빌리티와 지속 가능성에 대한 현대차의 노력을 담고 있다고 말했다.
수소탱크 저장 용량 증대, 에어로다이나믹 휠, 구름저항이 적은 타이어 등을 통해 1회 충전으로 650km 이상 주행이 가능하며 연료전지시스템과 배터리 성능 향상으로 최대 150kW의 모터 출력을 구현했다. 수소 충전을 위해 목적지까지 수소 충전소를 경유해 갈 수 있는 최적의 루트를 안내해 주는 '루트플래너' 기능과 실내·외 V2L, 9에어백 시스템 등의 기능이 탑재됐다.

## 갤러리

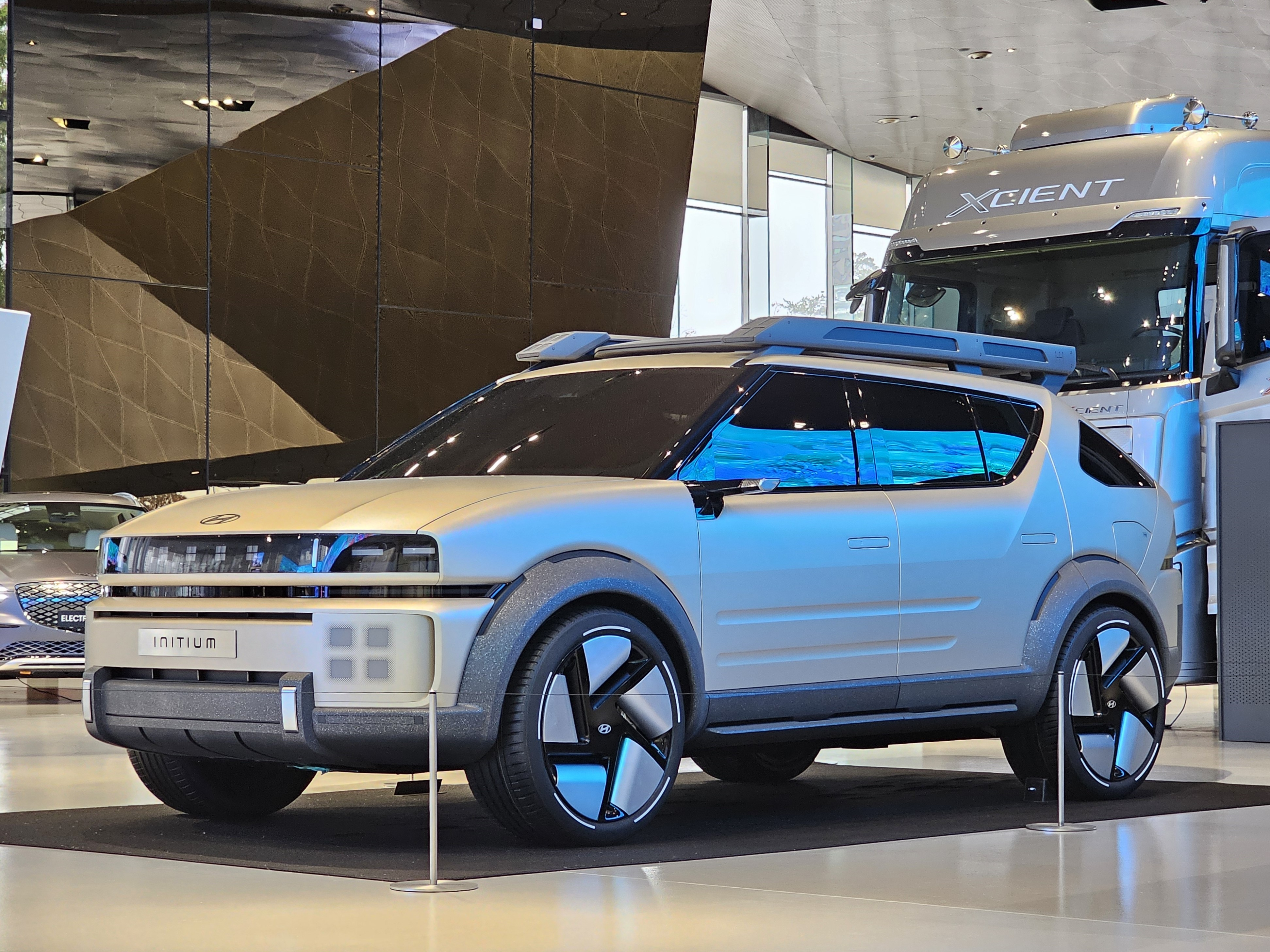
현대 이니시움 컨셉트카 전측면
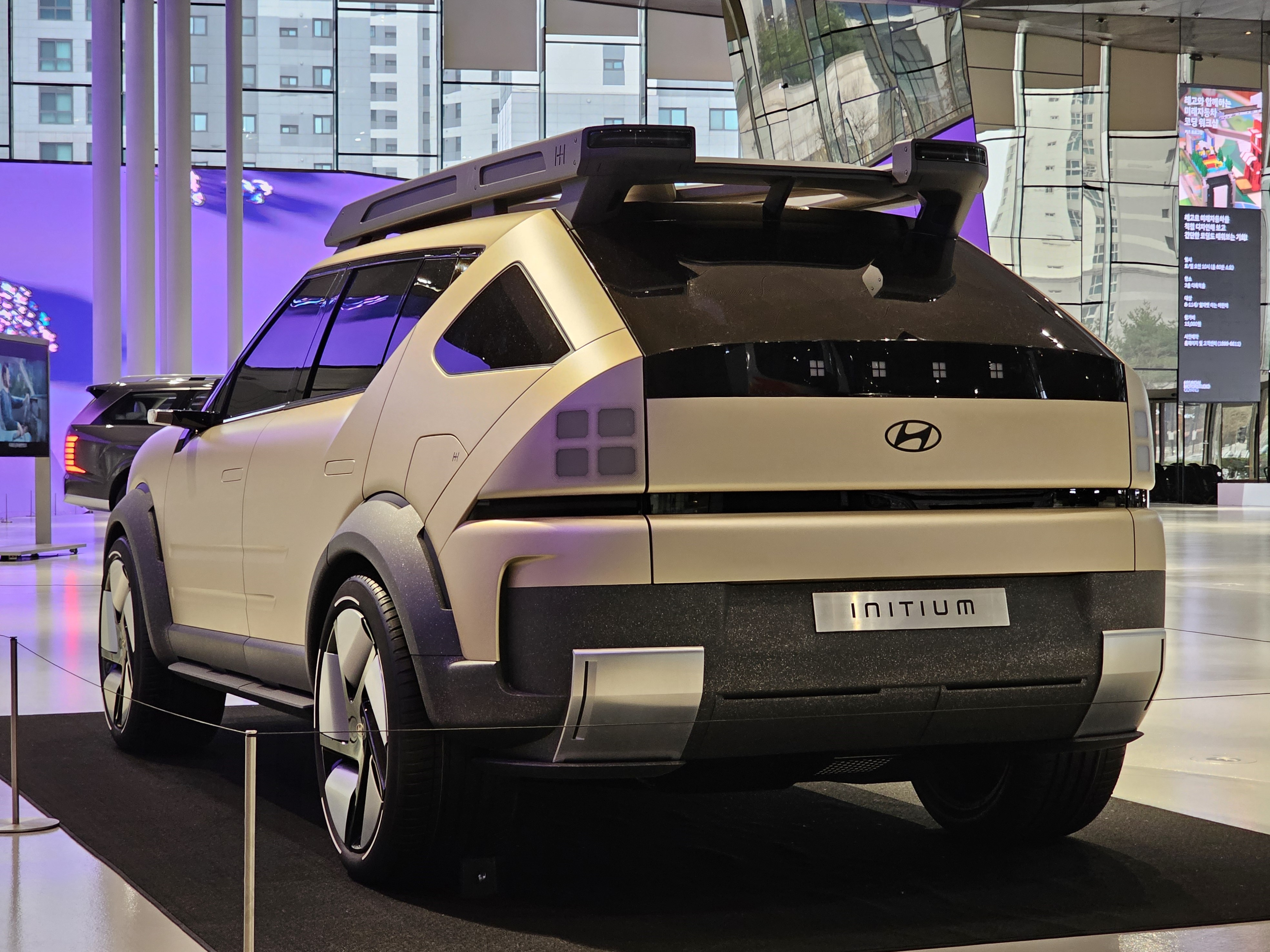
후측

## 같이 보기
- 현대자동차그룹
- 현대자동차
- 수소전기차
- 현대 넥쏘